# 布兰库尔 (孚日省)
布兰库尔（法語：Boulaincourt，法語發音：[bulɛ̃kuʁ] ⓘ）是法国大東部大區孚日省的一个市镇，属于讷沙托区。

## 地理
布兰库尔（48°22'21"N, 6°4'55"E）面积2.51 平方千米，位于法国大東部大區孚日省，该省份为法国东北部内陆省份，北起默兹省和默尔特-摩泽尔省，西接上马恩省，南至上索恩省和贝尔福地区省，东临上莱茵省和下莱茵省。
与布兰库尔接壤的市镇（或旧市镇、城区）包括：布藏维尔、福尔塞勒苏居涅、桑图瓦地区弗赖讷、大弗勒内勒。

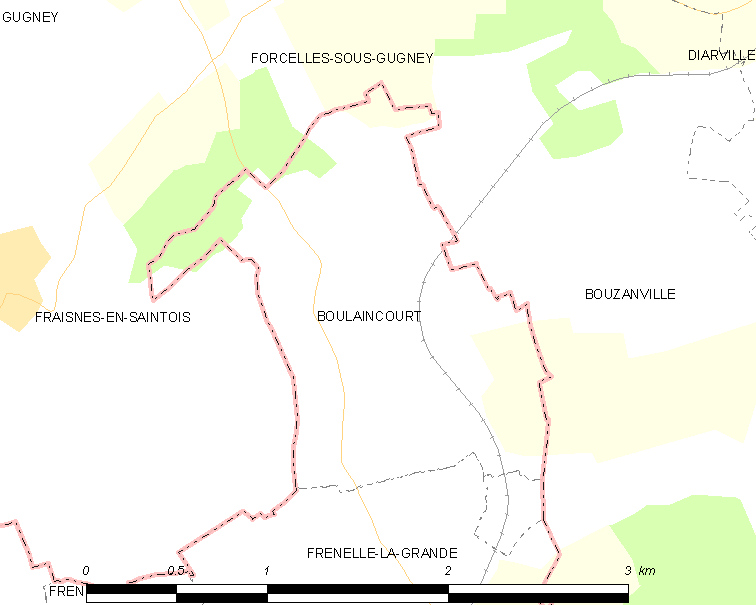
的OSM定位图

布兰库尔的时区为UTC+01:00、UTC+02:00（夏令时）。

## 行政
布兰库尔的邮政编码为88500，INSEE市镇编码为88066。

## 政治
布兰库尔所属的省级选区为米尔库尔县。

## 人口

1962-2008年间人口变化图示

布兰库尔于2022年1月1日时的人口数量为63人。